# Sálim Ali

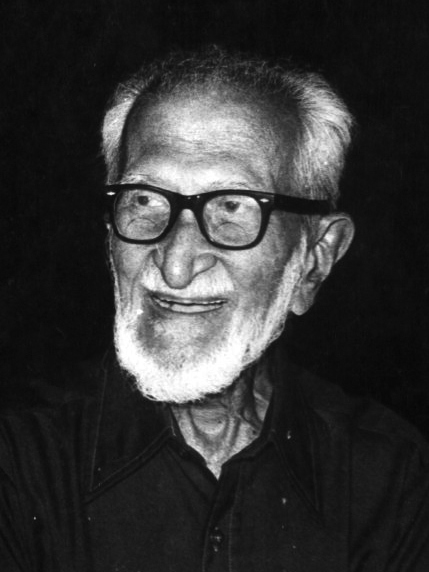
Sálim Ali

Sálim Ali, de nome completo Sálim Moizuddin Abdul Ali (Bombaim, 12 de novembro de 1896 — Bombaim, 27 de julho de 1987 foi um ornitólogo indiano.
Órfão muito jovem, Sálim Ali foi criado pelo tio materno Amiruddin Tyabji, caçador e amante da natureza. Aos 10 anos, Sálim matou um estranho pássaro que o seu tio não conhecia. Este envia-o a Bombaim, à sede da Sociedade de História Natural. Esta viagem marca o curso da sua vida. É recebido por Walter Samuel Millard, secretário honorário da Sociedade, que lhe mostra as coleções de aves empalhadas.
Não encontrando trabalho no ramo da História Natural, Sálim Ali partiu em 1919 para a Birmânia para se ocupar da exploração florestal e de minas. Aproveita para explorar as florestas birmanesas, mas os negócios não florescem e tem de regressar à Índia. Tenta de novo encontrar um posto de ornitólogo mas os diplomas fazem-lhe falta. Decido então retomar estudos e trabalhar ao mesmo tempo. Parte para Berlim para fazer o curso do professor de ornitologia Erwin Stresemann. Apesar de ter esta formação prestigiada no estrangeiro, Ali, de regresso à Índia, continua sem trabalho.
É então que tem a ideia de propor aos Estados principescos da Índia de realizar gratuitamente o seu inventário aviário em troca de alojamento e transporte. É assim que começa uma vida nómada e põe em prática o que aprendeu na Alemanha.
Sálim Ali interessa-se não apenas pela taxonomia mas também pela ecologia e comportamento, com observações impossíveis em laboratório e só realizáveis em campo. Tehmina, a sua mulher, acompanha-o para todo o lado até à sua morte súbita em 1939.
Com a independência da Índia, Sálim Ali toma a presidência da Sociedade de História Natural de Bombaim. A fim de salvar esta instituição de 200 anos de atividade, Ali escreve ao primeiro-ministro Nehru, que lhe atribui fundos.
Faleceu em 1987, em Bombaim.  Em sua homenagem, um parque nacional indiano tem o seu nome: Parque Nacional Sálim Ali.